# Hermann Heller (Widerstandskämpfer)
Hermann Heller (* 5. März 1884 in Törten; † 22. November 1941 in Dessau) war ein SPD-Mitglied und Widerstandskämpfer gegen den Nationalsozialismus.

## Leben
Heller absolvierte eine Ausbildung zum Dreher und wirkte als Vorarbeiter und Meister bei der BAMAG in Dessau. 1902 wurde er Mitglied der SPD. Im Ersten Weltkrieg diente er als Unteroffizier im Heer und wurde zweimal leicht verwundet.
Aufgrund regimekritischer Aussagen und „Abhörung ausländischer Sender“ wurde Heller am 25. August 1940 vor dem Sondergericht in Magdeburg zu 15 Monaten Zuchthaus verurteilt. Seine Strafe musste er in Coswig absitzen. Nach seiner Haftstrafe sollte er in ein Konzentrationslager geschickt werden. Im Coswiger Gefängnis wurde Heller zur „Elberegulierung“ in Griebo eingeteilt. Dort erkrankte er an Krebs.
Da die Behörden die Behandlung so lange wie möglich verzögerten, starb Heller im Jahre 1941 im Dessauer Josephskrankenhaus. Eine Straße in Dessau-Süd trägt heute seinen Namen. Am 15. April 2015 wurde ein Stolperstein für Heller verlegt.

## Familie

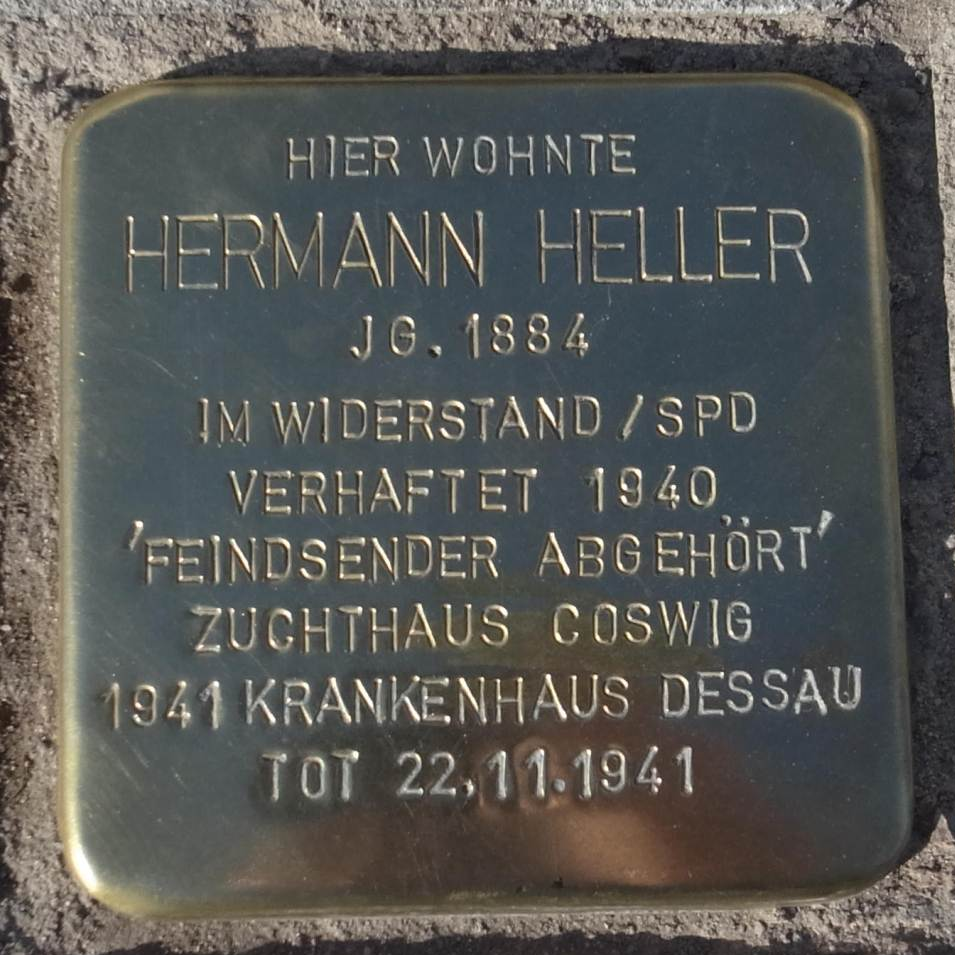
Stolperstein

Heller heiratete und hatte zwei Kinder.